# Gališko-volinska kneževina
Gališko-volinska kneževina (po 1253 kraljestvo) (starovzhodnoslovansko: Кънѧжьство Галичьскоє и Волыньскоє; ukrajinsko Галицько-Волинське князівство; latinsko Regnum Galiciae et Lodomeriae), v času obstoja tudi Kraljestvo Rus' (starovzhodnoslovansko: Королєвство Русь; ukrajinsko Королівство Русь; latinsko Regnum Rusiae) je bila v obdobju 1199-1349 ukrajinska država v Galiciji in Voliniji. 
Zahodna Galicija-Volinija je obsegala ozemlje med rekama San in Wieprz v sedanji južni Poljski, Pripetska (Pinska) močvirja v sedanji Belorusiji in zgornji del porečja Južnega Buga v današnji Ukrajini. V vsej svoji zgodovini je mejila na Črno Rusijo, Veliko litovsko kneževino, Turov-pinsko kneževino, Kijevsko kneževino, Zlato hordo, Ogrsko, Poljsko, Moldovsko kneževino in meniško Državo tevtonskih vitezov.
Gališko-volinska kneževina je bila poleg Novgoroda in Vladimir-Suzdala najpomembnejša država, ki je nastala po mongolskem uničenju Kijevske Rusije leta 1240. Kraljestvo je razpadlo leta 1349, ko ga je zavzela Poljska.

## Zgodovina

### Nastanek
Ozemlje Gališko-volinske kneževine je bilo v predrimskem obdobju naseljeno z raznimi plemeni, med drugim z Lugi, Goti in Vandali. Po propadu Rimskega cesarstva se je domorodno prebivalstvo izselilo, njihovo ozemlje pa so postopoma zasedli Zahodni Slovani, ki so se imeli za Hrvate Lendijce. Zahodni Slovani so okrog leta 833 postali del Velikomoravske države. Po invaziji madžarskih plemen v samo jedro Velikomoravske okrog leta 899 so Lendijci prišli pod oblast Madžarov. Leta 955 so verjetno postali konstitutivni del Češkega kraljestva, okrog leta 970 pa so bili vključeni v Poljsko kraljestvo. Nestor v svoji Zgodovini minulih let omenja, da je njihovo ozemlje leta 981 na pohodu na Poljsko zasedel kijevski knez Volodimir Veliki, ustanovil mesto Volodimir in pokristjanil lokalno prebivalstvo. Leta 1018 je ozemlje ponovno postalo del Poljske, dokler ga leta 1031 ni zasedla Kijevska Rusija.

### Vzpon in višek
Volinija in Galicija sta bili prvotno ločeni kneževini, katerima so izmenoma vladali nižje rangirani člani kijevske dinastije Rurikov: v Voliniji je vladala Romanova družinska linija, v Galiciji pa linija Jaroslava Osmomisla. Po smrti zadnjega galicijskega kneza, ki ni imel zakonitih potomcev, je volinski knez Roman Mstislavič (Veliki) leta 1199 obe kneževini združili v enotno Gališko-volinsko kneževino. Romanovi nasledniki so za svojo združeno kneževino večinoma uporabljali ime Galič oziroma Galicija. Med Romanovim vladanjem sta bili glavni mesti kneževine Galič in Volodimir. Roman je leta 1204 zasedel Kijev, se povezal s Poljsko, podpisal mirovno pogodbo z Ogrsko in razvil diplomatske odnose z Bizantinskim cesarstvom. Na višku svojega vladanja je bil nekaj časa najvplivnejši vzhodnoslovanski knez.
Leta 1205 se je Roman obrnil proti svoji zaveznici Poljski, kar je povzročilo vojno s sandomjerškim in krakovskim knezom Leškom Belim in Konradom Mazovijskim. Roman je leta 1205 v bitki pri Zavihostu padel in v njegovi kneževini se je začelo obdobje nemirov in kaosa. Oslabljena Galicija-Volinija je postala prizorišče rivalstva med Poljsko in Ogrsko in ogrski kralj Andrej II. se je začel celo naslavljati z rex Galiciæ et Lodomeriæ (kralj Galicije in Lodomerije). Leta 1214 sta Poljska in Ogrska sklenili kompromis, s katerim je na gališko-volinski prestol prišel Andrejev sin Koloman Gališki in se poročil s Salomejo, hčerko Leška Belega.
Leta 1221 je Mstislav Mstislavič, sin Mstislava Rostislaviča, osvobodil Galicijo-Volinijo izpod ogrske nadoblasti, Romanov sin Danilo Romanovič pa je leta 1239 združil Galicijo, Volinijo in Kijev. Danilo je leta 1245 v bitki pri Jaroslavu porazil Poljake in Madžare, istočasno pa je moral, vsaj formalno, priznati nadoblast Zlate horde. Leta 1245 je papež Inocenc IV. Danilu dovolil, da se okrona za kralja, čeprav je bila kneževina uradno neodvisna od Rimskokatoliške cerkve. Kronal ga je papežev nadškof v Drohičinu leta 1253 in Danilo je postal edini kralj (1253-1264) Gališko-Volinskege kneževine (oz. sedaj kraljestva) iz Rurikove dinastije. Leta 1256 mu je uspelo izgnati Mongole, vendar je moral leta 1260 kljub temu priznati njihovo nadoblast.
Med Danilovim vladanjem je bila Galicija-Volinija ena od najmočnejših držav v vzhodni srednji Evropi. V kneževini je začela cveteti književnost in pisati se je začela Gališko-volinska kronika, ki je zajela obdobje 1021-1292. V državo so se začeli priseljevati z zahoda in juga in med priseljenci so bili tudi Germani in Armenci. Zaradi trgovskih poti, ki so povezovale Baltik, Poljsko in Nemčijo s Črnim morjem, se je razvila tudi trgovina. Najpomembnejša trgovska in kulturna središča so bila Lvov, Volodimir, Galič, Helm, Peremišl, Drohičin in Tereblovlja. Galicija-Volinija je postala celo tako pomembna, da je Danilo leta 1252 lahko poročil svojega sina Romana z dedinjo avstrijske vojvodine v upanju, da bo vojvodina nekoč pripadla njegovi družini. Drugi Danilov sin Švarn se je poročil s hčerko prvega litovskega kralja Mindaugasa in nekaj časa (1267-1269) tam tudi vladal. Gališko-volinjska kneževina na višku moči ni posedovala samo jugozahodnih ozemelj vzhodnih Slovanov z Rdečo in Črno Rusijo, ampak tudi ozemlje Brodnikov ob Črnem morju. 
Po Danilovi smrti leta 1264 je prestol zasedel njegov sin Lev, ki je leta 1272 prestolnico prestavil v Lvov. Levu je nekaj časa še uspevalo vzdrževati prejšnjo moč države. V nasprotju z očetom, ki je vodil prozahodno politiko, je Lev tesno sodeloval z Mongoli, posebno s tatarskim kanom Nogajem. Skupaj z Mongoli je napadel Poljsko in jo opustošil vse do Racibórza. V Galicijo je poslal veliko število ujetnikov in bogat plen, večjega dela poljskega ozemlja pa mu ni uspelo osvojiti. Poskušal je vzpostaviti družinsko oblast v Litvi, vendar mu tudi to ni uspelo. Kmalu potem, ko se je njegov brat Švarn leta 1267 povzpel na litovski prestol, je ubil bivšega litovskega vladarja Vaišvilkasa. Po Švarnovi izgubi prestola leta 1269, se je Lev z Litvo sprl in se od 1274–1276 vojskoval z novim litovskim vladarjem Traidenisom. Vojno je izgubil in Litva je priključila ozemlje Črne Rutenije in mesto Novogrodok. Lev se je leta 1279 povezal s češkim kraljem Venčeslavom II. in ponovno napadel Poljsko, vendar je njegov poskus, da bi osvojil Krakov, leta 1280 propadel. Istega leta je porazil Madžare in zasedel nekaj njihovega ozemlja za Karpati in mesto Mukačevo. Leta 1292 je porazil še Poljake in k svoji kneževini priključil Lublin in njegovo okolico.

### Upadanje in padec
Po Levovi smrti leta 1301 se je začeko obdobje propadanja. Leva je nasledil sin Jurij I., ki je vladal samo sedem let. Obdobje njegovega vladanja je bilo večinoma mirno in gospodarstvo je še vedno cvetelo, izgubil pa je Lublin, ki ga je leta 1302 zasedla Poljska, in Transkarpatijo, ki so jo zasedli Madžari. Od leta 1308 do 1323 sta v kneževini skupaj vladala Jurijeva sinova Andrej in Lev II., ki sta se razglasila za kralja Galicije in Volinije. Brata sta sklenila zavezništvo s kraljem Vladislavom Poljskim in tevtonskimi vitezi proti Litovcem in Mongolom. Umrla sta skupaj v bitki proti Mongolom leta 1323 in nista zapustila nobenega naslednika. 
Po izumrtju Rurikove dinastije v Galiciji-Voliniji leta 1323 je Volinija prešla pod oblast litovskega kralja Liubartasa, oblast v Galiciji pa so prevzeli lokalni plemiči. Plemiči so na galicijski prestol povabili poljskega kneza Boleslava, vnuka Jurija I.. Boleslav se je spreobrnil v pravoslavno vero, vendar so ga plemiče zaradi suma, da je skrivoma še vedno katolik, leta 1340 zastrupili in za vladarja iz svojih vrst izvolili plemiča Dimitrija Detka. Detko je vladal kot podregent kralja Liubartasa in leta 1341 uspešno obranil Galicijo pred napadom Poljakov. Po njegovi smrti leta 1349 je poljski kralj Kazimir III. ponovno napadel in kneževino priključil k Poljski, tako da je Galicija-Volinija kot neodvisna država prenehala obstajati. Danilova dinastija je poskušala dobiti podporo papeža Benedikta XII. in drugih evropskih sil za zavezništvo proti Mongolom, vendar je morala nazadnje popustiti pred naraščajočo močjo centralizirane Velike litovske vojvodine in Poljskega kraljestva.

### Delitev
Ozemlje kneževine sta si razdelili Poljsko kraljestvo in Velika litovska kneževina. Kralj Kazimir III. Veliki je dobil Galicijo in zahodno Volinijo, vzhodna Volinija in Kijev pa sta pripadla Litvi. Od leta 1352, ko je bila delitev končana, je večina Rutenijskega vojvodstva pripadala Kroni kraljevine Poljske in tam ostala tudi v Lublinski uniji, ki sta jo Poljska in Litva podpisali 1. julija 1569. 
Lublinska unija je določala, da so vse bivše gališko-volinske kneževine postale del Poljske. Leta 1772 je cesarica Marija Terezija, ki je bila tudi kraljica Ogrske, uveljavila staro ogrsko zahtevo do  Regnum Galiciæ et Lodomeriæ in z njo upravičila avstrijsko udeležbo pri delitvi Poljske. 
Sedanje mesto Galič (Halič) leži kakšnih pet kilometrov od nekdanjega glavnega mesta Galicije na mestu, kjer je bilo staro mestno rečno pristanišče in lesen grad, ki ga je leta 1367 zgradil gališko-volinski kralj Liubartas.

## Zgodovinski pomen
Gališko-volinska kronika je odraz političnega programa vladajoče dinastije Romanovič. Galicija-Volinija je namreč z drugimi nasledstvenimi državami Kijevske Rusije, predvsem z Vladimirsko-suzdalsko kneževino, tekmovala za kijevsko nasledstvo. Kronika trdi, da je bil kralj Danilo zadnji kijevski vladar pred vdorom Mongolov, zato naj bi bili gališko-volinski knezi edini zakoniti nasledniki kijevskega prestola. Gališko-volinski knezi so se zato vse do propada kneževine razglašali za vladarje »vseh ruskih ozemelj« in na pečatu kralja Jurija I. je celo latinski napis domini georgi regis rusie.
Gališko-volinski vladarji so bili glede posvetne politike in zahtev za kijevsko nasledstvo zelo dosledni, na področju religije pa je bila njihova politika drugačna. Vladimirsko-suzdalska kneževina je namreč poskušala in tudi dobila nadzor nad Kijevsko cerkvijo, Galicija-Volinija pa je poskušala od Konstantinopla dobiti svojo samostojno Cerkev.